# Zoutelande (BLØF)
Zoutelande is een nummer van de Nederlandse band BLØF uit 2017. Het is een Nederlandstalige cover van het lied Frankfurt Oder van de Duitse zanger Axel Bosse, die het nummer oorspronkelijk in 2006 alleen uitbracht en later in 2011 ook in samenwerking met Anna Loos. Zoutelande is de tweede single van hun twaalfde studioalbum AAN. Op het album staat het nummer als solonummer van BLØF. De singleversie die werd uitgebracht in oktober 2017 is een duet met de Belgische zangeres Geike Arnaert.

## Achtergrond
Zoutelande gaat over een verliefd stel dat geen geld heeft voor een dure vakantie, dus de vakantie dan maar doorbrengt in een oud strandhuisje van hun ouders in Zoutelande, een dorpje aan de Zeeuwse kust. Het nummer is een bewerking van het Duitse nummer Frankfurt Oder, dat in eigen land in 2011 een bescheiden hit werd. Dit nummer werd door Herbert Grönemeyer getipt aan BLØF. De songtekst is door Peter Slager vrij vertaald naar het Nederlands. Het arrangement van de cover is grotendeels hetzelfde gebleven als dat van het origineel. Waar het Duitse origineel gaat over de volgens de tekstschrijver troosteloze plaats Frankfurt an der Oder, verhaalt Zoutelande over het Zeeuwse plaatsje Zoutelande, de thuisprovincie van BLØF en een vakantieoord uit de jeugd van Herbert Grönemeyer die BLØF op het idee van het nummer bracht. BLØF en Grönemeyer leerden elkaar kennen bij een concert van de Zeeuwse band in Rotterdam Ahoy op 3 en 4 februari 2004, waar zij samen enkele nummers speelden, waaronder Grönemeyers hits Halt mich en Mensch en BLØFs nummer Een naam en een gezicht. Uiteindelijk hebben ze weer met hem gepraat toen BLØF in Duitsland zat voor twee albums. Met Grönemeyer kwam BLØF op het idee om wat Duitse nummers in het Nederlands te vertalen en samen wat te schrijven. Dat is er nooit van gekomen, maar toen heeft Grönemeyer BLØF laten weten wat er in de Duitse popmuziek speelde. Hij maakte een Spotify-lijstje met suggesties. En daar was het nummer van Bosse er één van.
In Nederland was de single in week 46 van 2017 de 172e NPO Radio 2 TopSong op NPO Radio 2 en werd een gigantische hit. De single kwam op 25 november 2017 binnen in de Nederlandse Top 40 op destijds Radio 538. Na een langzame start steeg de single  door naar de top 10, waarmee het de eerste top 10 notering van BLØF werd sinds Mannenharten in 2013. Op 2 februari 2018 werd bekend dat de single de eerste plaats had behaald in de Nederlandse Top 40. Het werd daarmee de tweede nummer 1-hit voor de groep, na Holiday in Spain uit 2004.
In de publieke hitlijst; de Mega Top 50 op NPO 3FM en ook gelieërd aan NPO Radio 2, stond  de single toen al een week op de nummer 1-positie, al gebeurde dit pas in de 11e week. In totaal stond Zoutelande in deze hitlijst 10 weken op nummer 1. Sinds 21 juli 2018 is Zoutelande de grootste Nederlandstalige hit in de Mega Top 50 en haar voorgangers sinds mei 1969. BLØF versloeg daarmee de vorige recordhouder, Marco Borsato met Rood die met deze single het record gedurende 11,5 jaar in handen had. Hierbij is gekeken naar het aantal punten dat verkregen is tijdens het verblijf in de lijst. Zoutelande staat met 56 weken op de 2e positie in de lijst van langst genoteerde hits ooit in de Mega Top 50 en haar voorgangers. Het moet alleen de Kabouterdans van Kabouter Plop uit 2000 voor laten gaan met 64 weken.
Op zaterdag 29 december 2018 werd op NPO 3FM bekendgemaakt dat Zoutelande nummer één was in de jaarlijst van de Mega Top 50 van 2018.
In de Single Top 100, waarin airplaygegevens - in tegenstelling tot de twee eerder genoemde hitlijsten - niet meegeteld worden, heeft de single nooit hoger gestaan dan de 3e positie. De single heeft maar liefst 82 weken in de lijst gestaan. In de verkoop- en streaminglijst die aan het eind van het jaar werd samengesteld stond Zoutelande op de 3e plaats (met 87% van de nummer één).
In België bereikte de single de nummer 1-positie in zowel de Vlaamse Ultratop 50 als de Vlaamse Radio 2 Top 30. In Wallonië werd géén notering behaald. 
In 2022 herhaalden BLØF en Arnaert de samenwerking op het lied We doen wat we kunnen, een nieuwe versie van een al in 2011 uitgebracht lied van de band.

## Hitnoteringen

### Nederlandse Top 40
| Hitnotering: 25-11-2017 t/m 23-06-2018 | Hitnotering: 25-11-2017 t/m 23-06-2018 | Hitnotering: 25-11-2017 t/m 23-06-2018 | Hitnotering: 25-11-2017 t/m 23-06-2018 | Hitnotering: 25-11-2017 t/m 23-06-2018 | Hitnotering: 25-11-2017 t/m 23-06-2018 | Hitnotering: 25-11-2017 t/m 23-06-2018 | Hitnotering: 25-11-2017 t/m 23-06-2018 | Hitnotering: 25-11-2017 t/m 23-06-2018 | Hitnotering: 25-11-2017 t/m 23-06-2018 | Hitnotering: 25-11-2017 t/m 23-06-2018 | Hitnotering: 25-11-2017 t/m 23-06-2018 | Hitnotering: 25-11-2017 t/m 23-06-2018 | Hitnotering: 25-11-2017 t/m 23-06-2018 | Hitnotering: 25-11-2017 t/m 23-06-2018 | Hitnotering: 25-11-2017 t/m 23-06-2018 | Hitnotering: 25-11-2017 t/m 23-06-2018 |
| Week:                                  | 1                                      | 2                                      | 3                                      | 4                                      | 5                                      | 6                                      | 7                                      | 8                                      | 9                                      | 10                                     | 11                                     | 12                                     | 13                                     | 14                                     | 15                                     | 16                                     |
| -------------------------------------- | -------------------------------------- | -------------------------------------- | -------------------------------------- | -------------------------------------- | -------------------------------------- | -------------------------------------- | -------------------------------------- | -------------------------------------- | -------------------------------------- | -------------------------------------- | -------------------------------------- | -------------------------------------- | -------------------------------------- | -------------------------------------- | -------------------------------------- | -------------------------------------- |
| Positie:                               | 36                                     | 27                                     | 28                                     | 22                                     | 17                                     | 18                                     | 19                                     | 11                                     | 7                                      | 4                                      | 1                                      | 1                                      | 1                                      | 1                                      | 1                                      | 1                                      |
| Week:                                  | 17                                     | 18                                     | 19                                     | 20                                     | 21                                     | 22                                     | 23                                     | 24                                     | 25                                     | 26                                     | 27                                     | 28                                     | 29                                     | 30                                     | 31                                     |                                        |
| Positie:                               | 1                                      | 1                                      | 1                                      | 1                                      | 2                                      | 3                                      | 6                                      | 12                                     | 16                                     | 20                                     | 25                                     | 28                                     | 30                                     | 33                                     | 40                                     | uit                                    |

### Mega Top 50
| Hitnotering: 18-11-2017 t/m 08-12-2018 | Hitnotering: 18-11-2017 t/m 08-12-2018 | Hitnotering: 18-11-2017 t/m 08-12-2018 | Hitnotering: 18-11-2017 t/m 08-12-2018 | Hitnotering: 18-11-2017 t/m 08-12-2018 | Hitnotering: 18-11-2017 t/m 08-12-2018 | Hitnotering: 18-11-2017 t/m 08-12-2018 | Hitnotering: 18-11-2017 t/m 08-12-2018 | Hitnotering: 18-11-2017 t/m 08-12-2018 | Hitnotering: 18-11-2017 t/m 08-12-2018 | Hitnotering: 18-11-2017 t/m 08-12-2018 | Hitnotering: 18-11-2017 t/m 08-12-2018 | Hitnotering: 18-11-2017 t/m 08-12-2018 | Hitnotering: 18-11-2017 t/m 08-12-2018 | Hitnotering: 18-11-2017 t/m 08-12-2018 | Hitnotering: 18-11-2017 t/m 08-12-2018 | Hitnotering: 18-11-2017 t/m 08-12-2018 | Hitnotering: 18-11-2017 t/m 08-12-2018 | Hitnotering: 18-11-2017 t/m 08-12-2018 | Hitnotering: 18-11-2017 t/m 08-12-2018 |
| Week:                                  | 1                                      | 2                                      | 3                                      | 4                                      | 5                                      | 6                                      | 7                                      | 8                                      | 9                                      | 10                                     | 11                                     | 12                                     | 13                                     | 14                                     | 15                                     | 16                                     | 17                                     | 18                                     | 19                                     |
| -------------------------------------- | -------------------------------------- | -------------------------------------- | -------------------------------------- | -------------------------------------- | -------------------------------------- | -------------------------------------- | -------------------------------------- | -------------------------------------- | -------------------------------------- | -------------------------------------- | -------------------------------------- | -------------------------------------- | -------------------------------------- | -------------------------------------- | -------------------------------------- | -------------------------------------- | -------------------------------------- | -------------------------------------- | -------------------------------------- |
| Positie:                               | 50                                     | 43                                     | 40                                     | 28                                     | 24                                     | 12                                     | 16                                     | 16                                     | 4                                      | 3                                      | 1                                      | 1                                      | 1                                      | 1                                      | 1                                      | 1                                      | 1                                      | 2                                      | 1                                      |
| Week:                                  | 20                                     | 21                                     | 22                                     | 23                                     | 24                                     | 25                                     | 26                                     | 27                                     | 28                                     | 29                                     | 30                                     | 31                                     | 32                                     | 33                                     | 34                                     | 35                                     | 36                                     | 37                                     | 38                                     |
| Positie:                               | 1                                      | 1                                      | 2                                      | 2                                      | 4                                      | 6                                      | 7                                      | 15                                     | 15                                     | 15                                     | 16                                     | 16                                     | 16                                     | 18                                     | 23                                     | 23                                     | 31                                     | 21                                     | 18                                     |
| Week:                                  | 39                                     | 40                                     | 41                                     | 42                                     | 43                                     | 44                                     | 45                                     | 46                                     | 47                                     | 48                                     | 49                                     | 50                                     | 51                                     | 52                                     | 53                                     | 54                                     | 55                                     | 56                                     |                                        |
| Positie:                               | 26                                     | 24                                     | 32                                     | 41                                     | 41                                     | 34                                     | 35                                     | 36                                     | 37                                     | 49                                     | 46                                     | 46                                     | 49                                     | 49                                     | 50                                     | 50                                     | 50                                     | 49                                     | uit                                    |

### Nederlandse Single Top 100
| Hitnotering (week 1 t/m 70): 02-12-2017 t/m 30-03-2019 Hitnotering (week 71 t/m 74): 13-04-2019 t/m 04-05-2019 Hitnotering (week 75): 13-07-2019 Hitnotering (week 76 t/m 82): 27-07-2019 t/m 07-09-2019 Hitnotering (week 83): 02-05-2020 Hitnotering (week 84 t/m 85): 05-08-2023 t/m 12-08-2023 | Hitnotering (week 1 t/m 70): 02-12-2017 t/m 30-03-2019 Hitnotering (week 71 t/m 74): 13-04-2019 t/m 04-05-2019 Hitnotering (week 75): 13-07-2019 Hitnotering (week 76 t/m 82): 27-07-2019 t/m 07-09-2019 Hitnotering (week 83): 02-05-2020 Hitnotering (week 84 t/m 85): 05-08-2023 t/m 12-08-2023 | Hitnotering (week 1 t/m 70): 02-12-2017 t/m 30-03-2019 Hitnotering (week 71 t/m 74): 13-04-2019 t/m 04-05-2019 Hitnotering (week 75): 13-07-2019 Hitnotering (week 76 t/m 82): 27-07-2019 t/m 07-09-2019 Hitnotering (week 83): 02-05-2020 Hitnotering (week 84 t/m 85): 05-08-2023 t/m 12-08-2023 | Hitnotering (week 1 t/m 70): 02-12-2017 t/m 30-03-2019 Hitnotering (week 71 t/m 74): 13-04-2019 t/m 04-05-2019 Hitnotering (week 75): 13-07-2019 Hitnotering (week 76 t/m 82): 27-07-2019 t/m 07-09-2019 Hitnotering (week 83): 02-05-2020 Hitnotering (week 84 t/m 85): 05-08-2023 t/m 12-08-2023 | Hitnotering (week 1 t/m 70): 02-12-2017 t/m 30-03-2019 Hitnotering (week 71 t/m 74): 13-04-2019 t/m 04-05-2019 Hitnotering (week 75): 13-07-2019 Hitnotering (week 76 t/m 82): 27-07-2019 t/m 07-09-2019 Hitnotering (week 83): 02-05-2020 Hitnotering (week 84 t/m 85): 05-08-2023 t/m 12-08-2023 | Hitnotering (week 1 t/m 70): 02-12-2017 t/m 30-03-2019 Hitnotering (week 71 t/m 74): 13-04-2019 t/m 04-05-2019 Hitnotering (week 75): 13-07-2019 Hitnotering (week 76 t/m 82): 27-07-2019 t/m 07-09-2019 Hitnotering (week 83): 02-05-2020 Hitnotering (week 84 t/m 85): 05-08-2023 t/m 12-08-2023 | Hitnotering (week 1 t/m 70): 02-12-2017 t/m 30-03-2019 Hitnotering (week 71 t/m 74): 13-04-2019 t/m 04-05-2019 Hitnotering (week 75): 13-07-2019 Hitnotering (week 76 t/m 82): 27-07-2019 t/m 07-09-2019 Hitnotering (week 83): 02-05-2020 Hitnotering (week 84 t/m 85): 05-08-2023 t/m 12-08-2023 | Hitnotering (week 1 t/m 70): 02-12-2017 t/m 30-03-2019 Hitnotering (week 71 t/m 74): 13-04-2019 t/m 04-05-2019 Hitnotering (week 75): 13-07-2019 Hitnotering (week 76 t/m 82): 27-07-2019 t/m 07-09-2019 Hitnotering (week 83): 02-05-2020 Hitnotering (week 84 t/m 85): 05-08-2023 t/m 12-08-2023 | Hitnotering (week 1 t/m 70): 02-12-2017 t/m 30-03-2019 Hitnotering (week 71 t/m 74): 13-04-2019 t/m 04-05-2019 Hitnotering (week 75): 13-07-2019 Hitnotering (week 76 t/m 82): 27-07-2019 t/m 07-09-2019 Hitnotering (week 83): 02-05-2020 Hitnotering (week 84 t/m 85): 05-08-2023 t/m 12-08-2023 | Hitnotering (week 1 t/m 70): 02-12-2017 t/m 30-03-2019 Hitnotering (week 71 t/m 74): 13-04-2019 t/m 04-05-2019 Hitnotering (week 75): 13-07-2019 Hitnotering (week 76 t/m 82): 27-07-2019 t/m 07-09-2019 Hitnotering (week 83): 02-05-2020 Hitnotering (week 84 t/m 85): 05-08-2023 t/m 12-08-2023 | Hitnotering (week 1 t/m 70): 02-12-2017 t/m 30-03-2019 Hitnotering (week 71 t/m 74): 13-04-2019 t/m 04-05-2019 Hitnotering (week 75): 13-07-2019 Hitnotering (week 76 t/m 82): 27-07-2019 t/m 07-09-2019 Hitnotering (week 83): 02-05-2020 Hitnotering (week 84 t/m 85): 05-08-2023 t/m 12-08-2023 | Hitnotering (week 1 t/m 70): 02-12-2017 t/m 30-03-2019 Hitnotering (week 71 t/m 74): 13-04-2019 t/m 04-05-2019 Hitnotering (week 75): 13-07-2019 Hitnotering (week 76 t/m 82): 27-07-2019 t/m 07-09-2019 Hitnotering (week 83): 02-05-2020 Hitnotering (week 84 t/m 85): 05-08-2023 t/m 12-08-2023 | Hitnotering (week 1 t/m 70): 02-12-2017 t/m 30-03-2019 Hitnotering (week 71 t/m 74): 13-04-2019 t/m 04-05-2019 Hitnotering (week 75): 13-07-2019 Hitnotering (week 76 t/m 82): 27-07-2019 t/m 07-09-2019 Hitnotering (week 83): 02-05-2020 Hitnotering (week 84 t/m 85): 05-08-2023 t/m 12-08-2023 | Hitnotering (week 1 t/m 70): 02-12-2017 t/m 30-03-2019 Hitnotering (week 71 t/m 74): 13-04-2019 t/m 04-05-2019 Hitnotering (week 75): 13-07-2019 Hitnotering (week 76 t/m 82): 27-07-2019 t/m 07-09-2019 Hitnotering (week 83): 02-05-2020 Hitnotering (week 84 t/m 85): 05-08-2023 t/m 12-08-2023 | Hitnotering (week 1 t/m 70): 02-12-2017 t/m 30-03-2019 Hitnotering (week 71 t/m 74): 13-04-2019 t/m 04-05-2019 Hitnotering (week 75): 13-07-2019 Hitnotering (week 76 t/m 82): 27-07-2019 t/m 07-09-2019 Hitnotering (week 83): 02-05-2020 Hitnotering (week 84 t/m 85): 05-08-2023 t/m 12-08-2023 | Hitnotering (week 1 t/m 70): 02-12-2017 t/m 30-03-2019 Hitnotering (week 71 t/m 74): 13-04-2019 t/m 04-05-2019 Hitnotering (week 75): 13-07-2019 Hitnotering (week 76 t/m 82): 27-07-2019 t/m 07-09-2019 Hitnotering (week 83): 02-05-2020 Hitnotering (week 84 t/m 85): 05-08-2023 t/m 12-08-2023 | Hitnotering (week 1 t/m 70): 02-12-2017 t/m 30-03-2019 Hitnotering (week 71 t/m 74): 13-04-2019 t/m 04-05-2019 Hitnotering (week 75): 13-07-2019 Hitnotering (week 76 t/m 82): 27-07-2019 t/m 07-09-2019 Hitnotering (week 83): 02-05-2020 Hitnotering (week 84 t/m 85): 05-08-2023 t/m 12-08-2023 | Hitnotering (week 1 t/m 70): 02-12-2017 t/m 30-03-2019 Hitnotering (week 71 t/m 74): 13-04-2019 t/m 04-05-2019 Hitnotering (week 75): 13-07-2019 Hitnotering (week 76 t/m 82): 27-07-2019 t/m 07-09-2019 Hitnotering (week 83): 02-05-2020 Hitnotering (week 84 t/m 85): 05-08-2023 t/m 12-08-2023 | Hitnotering (week 1 t/m 70): 02-12-2017 t/m 30-03-2019 Hitnotering (week 71 t/m 74): 13-04-2019 t/m 04-05-2019 Hitnotering (week 75): 13-07-2019 Hitnotering (week 76 t/m 82): 27-07-2019 t/m 07-09-2019 Hitnotering (week 83): 02-05-2020 Hitnotering (week 84 t/m 85): 05-08-2023 t/m 12-08-2023 | Hitnotering (week 1 t/m 70): 02-12-2017 t/m 30-03-2019 Hitnotering (week 71 t/m 74): 13-04-2019 t/m 04-05-2019 Hitnotering (week 75): 13-07-2019 Hitnotering (week 76 t/m 82): 27-07-2019 t/m 07-09-2019 Hitnotering (week 83): 02-05-2020 Hitnotering (week 84 t/m 85): 05-08-2023 t/m 12-08-2023 | Hitnotering (week 1 t/m 70): 02-12-2017 t/m 30-03-2019 Hitnotering (week 71 t/m 74): 13-04-2019 t/m 04-05-2019 Hitnotering (week 75): 13-07-2019 Hitnotering (week 76 t/m 82): 27-07-2019 t/m 07-09-2019 Hitnotering (week 83): 02-05-2020 Hitnotering (week 84 t/m 85): 05-08-2023 t/m 12-08-2023 | Hitnotering (week 1 t/m 70): 02-12-2017 t/m 30-03-2019 Hitnotering (week 71 t/m 74): 13-04-2019 t/m 04-05-2019 Hitnotering (week 75): 13-07-2019 Hitnotering (week 76 t/m 82): 27-07-2019 t/m 07-09-2019 Hitnotering (week 83): 02-05-2020 Hitnotering (week 84 t/m 85): 05-08-2023 t/m 12-08-2023 | Hitnotering (week 1 t/m 70): 02-12-2017 t/m 30-03-2019 Hitnotering (week 71 t/m 74): 13-04-2019 t/m 04-05-2019 Hitnotering (week 75): 13-07-2019 Hitnotering (week 76 t/m 82): 27-07-2019 t/m 07-09-2019 Hitnotering (week 83): 02-05-2020 Hitnotering (week 84 t/m 85): 05-08-2023 t/m 12-08-2023 | Hitnotering (week 1 t/m 70): 02-12-2017 t/m 30-03-2019 Hitnotering (week 71 t/m 74): 13-04-2019 t/m 04-05-2019 Hitnotering (week 75): 13-07-2019 Hitnotering (week 76 t/m 82): 27-07-2019 t/m 07-09-2019 Hitnotering (week 83): 02-05-2020 Hitnotering (week 84 t/m 85): 05-08-2023 t/m 12-08-2023 |
| Week: | 1 | 2 | 3 | 4 | 5 | 6 | 7 | 8 | 9 | 10 | 11 | 12 | 13 | 14 | 15 | 16 | 17 | 18 | 19 | 20 | 21 | 22 | 23 |
| --- | --- | --- | --- | --- | --- | --- | --- | --- | --- | --- | --- | --- | --- | --- | --- | --- | --- | --- | --- | --- | --- | --- | --- |
| Positie: | 90 | 72 | 83 | 51 | 58 | 52 | 17 | 13 | 7 | 6 | 6 | 3 | 3 | 3 | 4 | 4 | 5 | 10 | 11 | 13 | 15 | 26 | 23 |
| Week: | 24 | 25 | 26 | 27 | 28 | 29 | 30 | 31 | 32 | 33 | 34 | 35 | 36 | 37 | 38 | 39 | 40 | 41 | 42 | 43 | 44 | 45 | 46 |
| Positie: | 25 | 32 | 35 | 35 | 37 | 41 | 52 | 56 | 61 | 56 | 58 | 55 | 51 | 55 | 53 | 56 | 62 | 81 | 66 | 71 | 68 | 71 | 76 |
| Week: | 47 | 48 | 49 | 50 | 51 | 52 | 53 | 54 | 55 | 56 | 57 | 58 | 59 | 60 | 61 | 62 | 63 | 64 | 65 | 66 | 67 | 68 | 69 |
| Positie: | 79 | 82 | 78 | 89 | 89 | 85 | 92 | 92 | 61 | 75 | 92 | 42 | 53 | 63 | 69 | 73 | 72 | 87 | 68 | 72 | 81 | 86 | 95 |
| Week: | 70 | | 71 | 72 | 73 | 74 | | 75 | | 76 | 77 | 78 | 79 | 80 | 81 | 82 | | 83 | | 84 | 85 | | |
| Positie: | 88 | uit | 100 | 100 | 100 | 90 | uit | 94 | uit | 89 | 94 | 89 | 88 | 88 | 97 | 95 | uit | 97 | uit | 86 | 90 | uit | |

### Vlaamse Ultratop 50
| Hitnotering (week 1): 16-12-2017 Hitnotering (week 2 t/m 39): 30-12-2017 t/m 15-09-2018 Hitnotering (week 40 t/m 43): 22-12-2018 t/m 12-01-2019 Hitnotering (week 44): 16-02-2019 | Hitnotering (week 1): 16-12-2017 Hitnotering (week 2 t/m 39): 30-12-2017 t/m 15-09-2018 Hitnotering (week 40 t/m 43): 22-12-2018 t/m 12-01-2019 Hitnotering (week 44): 16-02-2019 | Hitnotering (week 1): 16-12-2017 Hitnotering (week 2 t/m 39): 30-12-2017 t/m 15-09-2018 Hitnotering (week 40 t/m 43): 22-12-2018 t/m 12-01-2019 Hitnotering (week 44): 16-02-2019 | Hitnotering (week 1): 16-12-2017 Hitnotering (week 2 t/m 39): 30-12-2017 t/m 15-09-2018 Hitnotering (week 40 t/m 43): 22-12-2018 t/m 12-01-2019 Hitnotering (week 44): 16-02-2019 | Hitnotering (week 1): 16-12-2017 Hitnotering (week 2 t/m 39): 30-12-2017 t/m 15-09-2018 Hitnotering (week 40 t/m 43): 22-12-2018 t/m 12-01-2019 Hitnotering (week 44): 16-02-2019 | Hitnotering (week 1): 16-12-2017 Hitnotering (week 2 t/m 39): 30-12-2017 t/m 15-09-2018 Hitnotering (week 40 t/m 43): 22-12-2018 t/m 12-01-2019 Hitnotering (week 44): 16-02-2019 | Hitnotering (week 1): 16-12-2017 Hitnotering (week 2 t/m 39): 30-12-2017 t/m 15-09-2018 Hitnotering (week 40 t/m 43): 22-12-2018 t/m 12-01-2019 Hitnotering (week 44): 16-02-2019 | Hitnotering (week 1): 16-12-2017 Hitnotering (week 2 t/m 39): 30-12-2017 t/m 15-09-2018 Hitnotering (week 40 t/m 43): 22-12-2018 t/m 12-01-2019 Hitnotering (week 44): 16-02-2019 | Hitnotering (week 1): 16-12-2017 Hitnotering (week 2 t/m 39): 30-12-2017 t/m 15-09-2018 Hitnotering (week 40 t/m 43): 22-12-2018 t/m 12-01-2019 Hitnotering (week 44): 16-02-2019 | Hitnotering (week 1): 16-12-2017 Hitnotering (week 2 t/m 39): 30-12-2017 t/m 15-09-2018 Hitnotering (week 40 t/m 43): 22-12-2018 t/m 12-01-2019 Hitnotering (week 44): 16-02-2019 | Hitnotering (week 1): 16-12-2017 Hitnotering (week 2 t/m 39): 30-12-2017 t/m 15-09-2018 Hitnotering (week 40 t/m 43): 22-12-2018 t/m 12-01-2019 Hitnotering (week 44): 16-02-2019 | Hitnotering (week 1): 16-12-2017 Hitnotering (week 2 t/m 39): 30-12-2017 t/m 15-09-2018 Hitnotering (week 40 t/m 43): 22-12-2018 t/m 12-01-2019 Hitnotering (week 44): 16-02-2019 | Hitnotering (week 1): 16-12-2017 Hitnotering (week 2 t/m 39): 30-12-2017 t/m 15-09-2018 Hitnotering (week 40 t/m 43): 22-12-2018 t/m 12-01-2019 Hitnotering (week 44): 16-02-2019 | Hitnotering (week 1): 16-12-2017 Hitnotering (week 2 t/m 39): 30-12-2017 t/m 15-09-2018 Hitnotering (week 40 t/m 43): 22-12-2018 t/m 12-01-2019 Hitnotering (week 44): 16-02-2019 | Hitnotering (week 1): 16-12-2017 Hitnotering (week 2 t/m 39): 30-12-2017 t/m 15-09-2018 Hitnotering (week 40 t/m 43): 22-12-2018 t/m 12-01-2019 Hitnotering (week 44): 16-02-2019 | Hitnotering (week 1): 16-12-2017 Hitnotering (week 2 t/m 39): 30-12-2017 t/m 15-09-2018 Hitnotering (week 40 t/m 43): 22-12-2018 t/m 12-01-2019 Hitnotering (week 44): 16-02-2019 | Hitnotering (week 1): 16-12-2017 Hitnotering (week 2 t/m 39): 30-12-2017 t/m 15-09-2018 Hitnotering (week 40 t/m 43): 22-12-2018 t/m 12-01-2019 Hitnotering (week 44): 16-02-2019 | Hitnotering (week 1): 16-12-2017 Hitnotering (week 2 t/m 39): 30-12-2017 t/m 15-09-2018 Hitnotering (week 40 t/m 43): 22-12-2018 t/m 12-01-2019 Hitnotering (week 44): 16-02-2019 | Hitnotering (week 1): 16-12-2017 Hitnotering (week 2 t/m 39): 30-12-2017 t/m 15-09-2018 Hitnotering (week 40 t/m 43): 22-12-2018 t/m 12-01-2019 Hitnotering (week 44): 16-02-2019 | Hitnotering (week 1): 16-12-2017 Hitnotering (week 2 t/m 39): 30-12-2017 t/m 15-09-2018 Hitnotering (week 40 t/m 43): 22-12-2018 t/m 12-01-2019 Hitnotering (week 44): 16-02-2019 | Hitnotering (week 1): 16-12-2017 Hitnotering (week 2 t/m 39): 30-12-2017 t/m 15-09-2018 Hitnotering (week 40 t/m 43): 22-12-2018 t/m 12-01-2019 Hitnotering (week 44): 16-02-2019 | Hitnotering (week 1): 16-12-2017 Hitnotering (week 2 t/m 39): 30-12-2017 t/m 15-09-2018 Hitnotering (week 40 t/m 43): 22-12-2018 t/m 12-01-2019 Hitnotering (week 44): 16-02-2019 | Hitnotering (week 1): 16-12-2017 Hitnotering (week 2 t/m 39): 30-12-2017 t/m 15-09-2018 Hitnotering (week 40 t/m 43): 22-12-2018 t/m 12-01-2019 Hitnotering (week 44): 16-02-2019 | Hitnotering (week 1): 16-12-2017 Hitnotering (week 2 t/m 39): 30-12-2017 t/m 15-09-2018 Hitnotering (week 40 t/m 43): 22-12-2018 t/m 12-01-2019 Hitnotering (week 44): 16-02-2019 | Hitnotering (week 1): 16-12-2017 Hitnotering (week 2 t/m 39): 30-12-2017 t/m 15-09-2018 Hitnotering (week 40 t/m 43): 22-12-2018 t/m 12-01-2019 Hitnotering (week 44): 16-02-2019 |
| Week: | 1 | | 2 | 3 | 4 | 5 | 6 | 7 | 8 | 9 | 10 | 11 | 12 | 13 | 14 | 15 | 16 | 17 | 18 | 19 | 20 | 21 | 22 | 23 |
| --- | --- | --- | --- | --- | --- | --- | --- | --- | --- | --- | --- | --- | --- | --- | --- | --- | --- | --- | --- | --- | --- | --- | --- | --- |
| Positie: | 50 | uit | 46 | 49 | 50 | 38 | 41 | 17 | 5 | 5 | 3 | 3 | 2 | 1 | 1 | 1 | 1 | 1 | 1 | 2 | 3 | 2 | 5 | 4 |
| Week: | 24 | 25 | 26 | 27 | 28 | 29 | 30 | 31 | 32 | 33 | 34 | 35 | 36 | 37 | 38 | 39 | | 40 | 41 | 42 | 43 | | 44 | |
| Positie: | 5 | 12 | 14 | 15 | 13 | 14 | 12 | 12 | 13 | 11 | 20 | 21 | 26 | 31 | 43 | 50 | uit | 31 | 36 | 31 | 40 | uit | 41 | uit |

### Vlaamse top 50 van Ultratop
| Hitnotering: 28-10-2017 t/m 2-05-2020 | Hitnotering: 28-10-2017 t/m 2-05-2020 | Hitnotering: 28-10-2017 t/m 2-05-2020 | Hitnotering: 28-10-2017 t/m 2-05-2020 | Hitnotering: 28-10-2017 t/m 2-05-2020 | Hitnotering: 28-10-2017 t/m 2-05-2020 | Hitnotering: 28-10-2017 t/m 2-05-2020 | Hitnotering: 28-10-2017 t/m 2-05-2020 | Hitnotering: 28-10-2017 t/m 2-05-2020 | Hitnotering: 28-10-2017 t/m 2-05-2020 | Hitnotering: 28-10-2017 t/m 2-05-2020 | Hitnotering: 28-10-2017 t/m 2-05-2020 | Hitnotering: 28-10-2017 t/m 2-05-2020 | Hitnotering: 28-10-2017 t/m 2-05-2020 | Hitnotering: 28-10-2017 t/m 2-05-2020 | Hitnotering: 28-10-2017 t/m 2-05-2020 | Hitnotering: 28-10-2017 t/m 2-05-2020 | Hitnotering: 28-10-2017 t/m 2-05-2020 | Hitnotering: 28-10-2017 t/m 2-05-2020 | Hitnotering: 28-10-2017 t/m 2-05-2020 |
| Week:                                 | 1                                     | 2                                     | 3                                     | 4                                     | 5                                     | 6                                     | 7                                     | 8                                     | 9                                     | 10                                    | 11                                    | 12                                    | 13                                    | 14                                    | 15                                    | 16                                    | 17                                    | 18                                    | 19                                    |
| ------------------------------------- | ------------------------------------- | ------------------------------------- | ------------------------------------- | ------------------------------------- | ------------------------------------- | ------------------------------------- | ------------------------------------- | ------------------------------------- | ------------------------------------- | ------------------------------------- | ------------------------------------- | ------------------------------------- | ------------------------------------- | ------------------------------------- | ------------------------------------- | ------------------------------------- | ------------------------------------- | ------------------------------------- | ------------------------------------- |
| Positie:                              | 34                                    | 17                                    | 14                                    | 9                                     | 4                                     | 4                                     | 4                                     | 3                                     | 5                                     | 3                                     | 3                                     | 2                                     | 1                                     | 1                                     | 1                                     | 1                                     | 1                                     | 1                                     | 1                                     |
| Week:                                 | 20                                    | 21                                    | 22                                    | 23                                    | 24                                    | 25                                    | 26                                    | 27                                    | 28                                    | 29                                    | 30                                    | 31                                    | 32                                    | 33                                    | 34                                    | 35                                    | 36                                    | 37                                    | 38                                    |
| Positie:                              | 1                                     | 1                                     | 1                                     | 1                                     | 1                                     | 1                                     | 1                                     | 1                                     | 1                                     | 1                                     | 1                                     | 1                                     | 1                                     | 2                                     | 2                                     | 2                                     | 2                                     | 2                                     | 1                                     |
| Week:                                 | 39                                    | 40                                    | 41                                    | 42                                    | 43                                    | 44                                    | 45                                    | 46                                    | 47                                    | 48                                    | 49                                    | 50                                    | 51                                    | 52                                    | 53                                    | 54                                    | 55                                    | 56                                    | 57                                    |
| Positie:                              | 2                                     | 2                                     | 2                                     | 2                                     | 2                                     | 3                                     | 3                                     | 3                                     | 4                                     | 4                                     | 4                                     | 3                                     | 4                                     | 4                                     | 4                                     | 4                                     | 4                                     | 3                                     | 3                                     |
| Week:                                 | 58                                    | 59                                    | 60                                    | 61                                    | 62                                    | 63                                    | 64                                    | 65                                    | 66                                    | 67                                    | 68                                    | 69                                    | 70                                    | 71                                    | 72                                    | 73                                    | 74                                    | 75                                    | 76                                    |
| Positie:                              | 5                                     | 4                                     | 4                                     | 2                                     | 3                                     | 3                                     | 4                                     | 4                                     | 6                                     | 6                                     | 6                                     | 4                                     | 7                                     | 9                                     | 7                                     | 5                                     | 7                                     | 3                                     | 3                                     |
| Week:                                 | 77                                    | 78                                    | 79                                    | 80                                    | 81                                    | 82                                    | 83                                    | 84                                    | 85                                    | 86                                    | 87                                    | 88                                    | 89                                    | 90                                    | 91                                    | 92                                    | 93                                    | 94                                    | 95                                    |
| Positie:                              | 1                                     | 3                                     | 1                                     | 2                                     | 3                                     | 4                                     | 5                                     | 7                                     | 3                                     | 6                                     | 6                                     | 7                                     | 6                                     | 5                                     | 7                                     | 5                                     | 6                                     | 5                                     | 6                                     |
| Week:                                 | 96                                    | 97                                    | 98                                    | 99                                    | 100                                   | 101                                   | 102                                   | 103                                   | 104                                   | 105                                   | 106                                   | 107                                   | 108                                   | 109                                   | 110                                   | 111                                   | 112                                   | 113                                   | 114                                   |
| Positie:                              | 5                                     | 4                                     | 3                                     | 6                                     | 3                                     | 8                                     | 9                                     | 7                                     | 13                                    | 17                                    | 23                                    | 27                                    | 32                                    | 36                                    | 43                                    | 41                                    | 34                                    | 27                                    | 23                                    |
| Week:                                 | 115                                   | 116                                   | 117                                   | 118                                   | 119                                   | 120                                   | 121                                   | 122                                   | 123                                   | 124                                   | 125                                   | 126                                   | 127                                   | 128                                   | 129                                   | 130                                   | 131                                   | 132                                   |                                       |
| Positie:                              | 21                                    | 19                                    | 26                                    | 30                                    | 33                                    | 35                                    | 31                                    | 33                                    | 29                                    | 32                                    | 29                                    | 26                                    | 23                                    | 30                                    | 28                                    | 32                                    | 35                                    | 46                                    | uit                                   |

### NPO Radio 2 Top 2000
| Nummer met noteringen in de NPO Radio 2 Top 2000 | '17 | '18 | '19 | '20 | '21 | '22 | '23 | '24 |
| ------------------------------------------------ | --- | --- | --- | --- | --- | --- | --- | --- |
| Zoutelande                                       | 889 | 31  | 51  | 71  | 96  | 119 | 132 | 165 |

1. ↑  Een vetgedrukt getal geeft de hoogste notering aan.
2. ↑  2017 was het eerste jaar met een notering voor dit nummer.